# آسگارد
ازگارد یا آسگارد (به زبان نروژی باستان: Ásgarðr) در اساطیر اسکاندیناوی، یکی از نه بخش جهان در کیهان‌شناسی نورس و اقامتگاه اِزیرها (یا به روایتی آس‌ها) خدایان جنگاور اسکاندیناوی است. آزگارد که در میان نه بخش جهان بالاتر از دیگران و در آسمان جای دارد، با دیواری بلند از سنگ‌های بزرگ محافظت می‌شود. دیوار آزگارد توسط یکی از یوتون‌ها به نام بلاست (یا هریمثورز) ساخته شد. اودین و همسرش فریگ فرمانروایان آزگارد به شمار می‌رفتند.
هم سطح با آزگارد، دو بخش دیگر از جهان به نام‌های واناهایم و الف‌هایم نیز قرار گرفته‌اند. تالاری به نام والهالا نیز در آزگارد ساخته شده‌است که در آن جنگجویان کشته شده (اینهریار)، در انتظار نبرد نهایی (راگناروک) به سر می‌برند. سرزمین آزگارد و میدگارد، اقامتگاه انسان‌ها بوسیلهٔ پل رنگین‌کمان بایفراست به یکدیگر متصل هستند. آسگارد به معنای حصار خدایان یا همان آس‌ها است.
در میان آزگارد دشت بزرگ ایداوول (یا ایدا) جای دارد که خدایان در این دشت در تالاری به نام گلادزهایم و ایزدبانوان در تالاری به نام وینگولف جمع شده و مورد موضوعات مهم به تصمیم‌گیری می‌پردازند.
خدایان همچنین هر روز بر سر چاه سرنوشت (اورداربرونر) که در زیر ریشهٔ ایگدرازیل در آزگارد است به گفتگو می‌پردازند.تاج و تخت این قلمرو در روز رگناروک توسط ایزد مرگ هل (اساطیر) تصرف میشود.
در کتاب های کامیک مارول , ازگارد بعنوان شهری بزرگ و باشکوه در کیهان, نگهبان ۹ قلمرو و زادگاه ثور ابرقهرمان مارول معرفی شده است که سرانجام در واقعه رگناروک نابود میشود.